# مراد سلطانی
مراد سلطانی (انگلیسی: Mourad Slatni؛ زادهٔ ۵ فوریهٔ ۱۹۶۶) بازیکن فوتبال اهل الجزایر بود.
از باشگاه‌هایی که در آن بازی کرده‌است می‌توان به باشگاه فوتبال مولودیه الجزایر اشاره کرد.
وی همچنین در تیم ملی فوتبال الجزایر بازی کرده‌است.